# Gmina Wałcz
Die Gmina Wałcz (Gemeinde Deutsch Krone) ist eine Landgemeinde (gmina wiejska) im Südosten der polnischen Woiwodschaft Westpommern, an der Grenze zur Woiwodschaft Großpolen. Hauptsitz der Gemeinde ist die Stadt Wałcz (Deutsch Krone), die selbst nicht zur Gemeinde gehört. Bei einer Gemeindefläche von 575,09 km² ist die Landgemeinde Wałcz die größte Gemeinde in der Woiwodschaft Westpommern. Die Landgemeinde Wałcz hat 12.664 Einwohner (Stand 31. Dezember 2020). Bis 1998 gehörte sie zur Woiwodschaft Piła.

## Geographie
Die Gmina Wałcz besteht aus zahlreichen Seengebieten der Pojezierze Wałecki (Deutsch Kroner Seenplatte) und wird von vielen großen und kleinen Flüssen durchzogen, u. a. Dobrzyca (Döberitz), Piława (Pilow), Piławka (Pilow Fließ), Świerczyniec (Fuhlbeck).

Lage der Gemeinde im Powiat Wałecki

 Die Gemeinde liegt im Nordosten des Powiat Wałecki, der selbst im Nordosten der Woiwodschaft Westpommern liegt. Nachbargemeinden sind:
- in der Woiwodschaft Westpommern:
  - die Stadt Wałcz sowie die Stadt- und Landgemeinden Gmina Człopa (Schloppe), Gmina Mirosławiec (Märkisch Friedland) und Gmina Tuczno (Tütz), alle im Powiat Wałecki,
  - Czaplinek (Tempelburg) und Wierzchowo (Virchow) im Powiat Drawski (Kreis Dramburg),
- in der Woiwodschaft Großpolen:
  - Trzcianka (Schönlanke) im Powiat Czarnkowsko-Trzcianecki (Kreis Czarnikau-Schönlanke)
  - Szydłowo (Groß Wittenberg) im Powiat Pilski (Kreis Schneidemühl),
  - Jastrowie (Jastrow) im Powiat Złotowski (Kreis Flatow).

## Gemeindegliederung
Die Gmina Wałcz ist in 31 Ortsteile („Schulzenämter“) unterteilt, denen weitere Ortschaften zugeordnet sind. Die Stadt selbst gehört nicht zur Landgemeinde, beherbergt lediglich deren Amtssitz.

### Ortsteile
- Chude (Rosenthal)
- Chwiram (Quiram)
- Czechyń (Zechendorf)
- Dębołęka (Dammlang)
- Dobino (Breitenstein)
- Dzikowo (Dyck)
- Golce (Neugolz)
- Gostomia (Arnsfelde)
- Górnica (Hohenstein)
- Karsibór (Keßburg)
- Klębowiec (Klausdorf)[2]
- Kłosowo (Hansfelde)
- Kolno (Eckartsberge)
- Łąki (vorher zu Arnsfelde gehörig)
- Laski Wałeckie ((Alt) Latzig)
- Lubno (Lüben)
- Ługi Wałeckie (Karlsruhe)
- Nakielno (Klein Nakel)
- Ostrowiec (Sagemühl)
- Prusinowo Wałeckie (Preußendorf)
- Przybkowo (Philippshof)
- Różewo (Rosenfelde)
- Rudki (Hoffstädt)
- Rutwica (Harmelsdorf)
- Strączno (Stranz)
- Szwecja (Freudenfier)
- Świętosław (Ludwigshorst)
- Wałcz Drugi
- Wiesiółka (Wissulke)
- Witankowo (Wittkow)
- Zdbice (Stabitz)

### Weitere Ortschaften
- Boguszyn (Sophienau)
- Brzezinki
- Bukowa Góra (Buchholz)
- Chrząstkowo (Wilhelmshorst)
- Czapla (Neumühl)
- Czepiec (Marquardsthal)
- Dobrogoszcz (Augustenburg)
- Dobrzyca (Döberitzfelde)
- Dobrzyca Leśna (Borkendorf)
- Glinki
- Głowaczewo (Klawittersdorf)
- Iłowiec (Haugsdorf)
- Jarogniewie (Johannisthal)
- Jeziorko (Georgsthal)
- Kołatnik (Schloßmühl)
- Kłosy (Wolfshof, Arbeitergehöft)
- Lipie (Althof)
- Morzyca (Moritzhof)
- Nagórze (Ludwigsthal)
- Nowa Szwecja (Gut Neufreudenfier)
- Olszynka (Elsenfeld)
- Omulno (Vorwerk Lassere)
- Papowo (Paulshof)
- Piława (Pilowbrück)
- Pluskota (Stadtmühl)
- Popowo (Paulsruh)
- Prusinówko (Neu Preußendorf)
- Rudnica (Klausdorfer Hammer)
- Sitowo (Birkenfelde)
- Smoląg (Teerofen)
- Sosnówka
- Wałcz Pierwszy
- Witankowo-Folwark (Wittkow)

## Verkehrsanbindung

### Straßenverkehr
Die Landgemeinde Wałcz liegt im Kreuzungsbereich zweier Landes- und dreier Woiwodschaftsstraßen:
- Landesstraße 10: Lubieszyn (Neu Linken)/Deutschland–Płońsk (Plöhnen) (ehemalige deutsche Reichsstraße 104 von Lübeck nach Schneidemühl)
- Landesstraße 22: Kostrzyn nad Odrą (Küstrin)/Deutschland–Grzechotki/Russland (ehemalige Reichsstraße 1 von Aachen über Berlin–Königsberg (Preußen) nach Eydtkuhnen)
- Woiwodschaftsstraße 163: Kołobrzeg (Kolberg)–Wałcz (ehemalige Reichsstraße 124 bei gleicher Streckenführung)
- Woiwodschaftsstraße 178: Wałcz–Oborniki (Obornik)
- Woiwodschaftsstraße 179: Piła (Schneidemühl)–Rusinowo (Ruschendorf).

### Schienenverkehr
Bis 1945 begegneten sich in Deutsch Krone vier Bahnlinien, von denen noch eine heute durch die Polnische Staatsbahn (PKP) bedient wird:
- Linie 403: Piła–Ulikowo (Schneidemühl–Wulkow)

Die Linie 416 Wałcz–Wierzchowo (Deutsch Krone–Virchow) wurde 1992 eingestellt.
Nicht mehr bestehen auch die Bahnstrecken von Deutsch Krone nach Flatow (heute polnisch: Złotów) und von Deutsch Krone über Schloppe (Człopa) nach Kreuz (Krzyż Wielkopolski).